# 선녀벌레
선녀벌레(Geisha distinctissima)는 선녀벌레과(Flatidae) 선녀벌레속(Geisha)에 속한 곤충으로 한국 등지에 서식한다.

## 같이 보기
- 미국선녀벌레